# Asia Pacific Screen Awards
Gli Asia Pacific Screen Awards (APSA) sono premi cinematografici australiani dedicati alle produzioni cinematografiche realizzate nei territori dell'Asia Pacifica. La cerimonia di assegnazione si svolge a Brisbane nel mese di novembre.

## Storia
Il progetto, ideato nel 2006, si concretizzò nel 2007, quando si celebrò la prima edizione del festival istituita dall'UNESCO e dalla FIAPF. Attraverso la premiazione, gli enti fondatori intendono valorizzare i film che promuovono il rispetto per la multiculturalità.

## Caratteristiche
Alla competizione possono partecipare produzioni o co-produzioni di 71 stati asiatici, dall'Egitto al Giappone, dalla Russia alla Nuova Zelanda. La giuria internazionale cambia ogni anno. Il film che intendono partecipare alla competizione possono candidarsi nelle categorie: Film, Film d'animazione, Film per ragazzi, Film documentario. Ogni anno partecipano circa 300 produzioni cinematografiche ma i candidati al premio APSA sono cinque per categoria. Le statuetta è stata creata dall'artista del Queensland Joanna Bone e rappresenta un vaso di vetro colorato.

## Premi

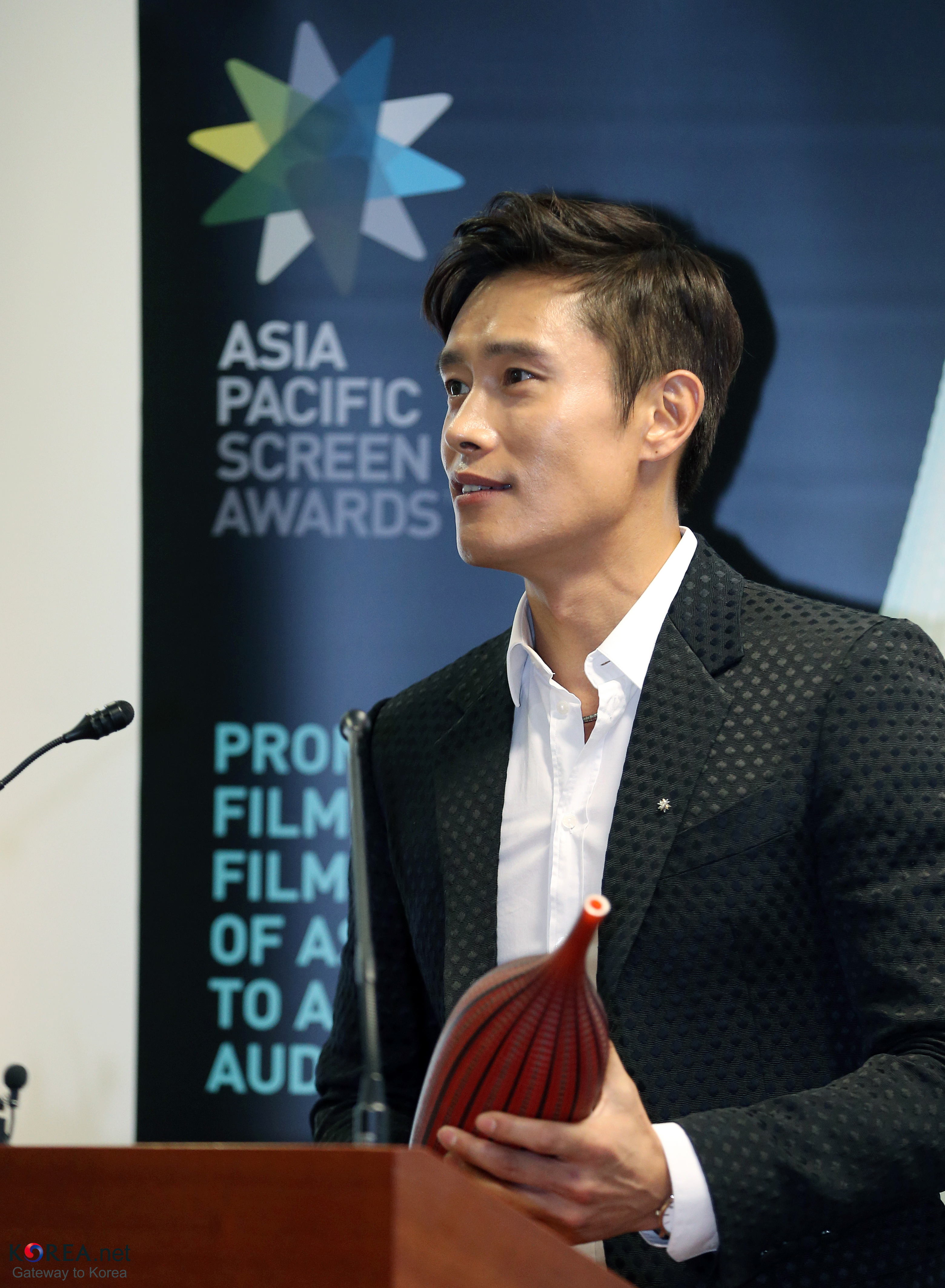
Lee Byung-hun vince il premio APSA 2014 come migliore attore per il film Masquerade

### Premi di categoria
- Miglior film
- Miglior fil d'animazione
- Miglior film per ragazzi
- Miglior film documentario
- Miglior regia
- Miglior attore
- Migliore attrice
- Miglior sceneggiatura
- Miglior fotografia

### Premi speciali
- Gran premio della giuria
- Premio FIAPF
- Premio UNESCO Cultural Diversity Award
- Premio APSA a un talento emergente